# Bioakustika
Bíoakústika je interdisciplinarna veda, ki združuje biologijo in akustiko. Preučuje produkcijo, razširjanje in zaznavanje zvokov, ki jih proizvajajo živali, vključno s človekom. To vključuje nevrofiziološke in anatomske osnove produkcije zvoka, fizikalne principe njegovega razširjanja po mediju in na drugi strani nevrofiziologijo ter anatomijo organov za zaznavanje. Bioakustika preučuje tudi povezavo med lastnostmi zvočnih signalov in lastnostmi okolja, v katerem se uporabljajo, iz česar lahko sklepamo na evolucijski razvoj mehanizmov za proizvajanje in zaznavo teh signalov ter posledično evolucijo živali, ki jih uporabljajo.
V podvodni akustiki se izraz uporablja tudi za preučevanje vpliva rastlin in živali na zvočno valovanje.

## Zgodovina
Človek že dolgo uporablja zvoke, ki jih proizvajajo živali, za njihovo prepoznavanje in iskanje. Za začetnika sodobne bioakustike pa velja slovenski biolog Ivan Regen, ki je v začetku prejšnjega stoletja pričel uporabljati zvočne naprave za preučevanje z zvokom povezanega vedenja živali. Leta 1925 je uporabil cvrčalo, napravo za stridulacijo, s katerim je oponašal zvok žuželke in vzpostavil duet z njo. Kasneje je z mikrofonom posnel oglašanje murna in ga predvajal samicam, ki so nato namesto proti samcu lezle v zvočnik.

## Metode v bioakustiki
Ena od poglavitnih metod v bioakustiki je še vedno opazovanje. Ker so nevrofiziološki procesi, ki sodelujejo pri produkciji, zaznavi in interpretaciji zvoka pri živalih v veliki meri še neznanka, opazujemo njihovo vedenje ter same zvočne signale kot indikatorje, na podlagi katerih sklepamo o teh procesih.

### Zvočni signali
Najenostavnejša metoda registracije živalskih zvokov je poslušanje. Izkušen poslušalec lahko na podlagi zvokov, ki jih sliši v naravi, prepozna vrsto, lokacijo in nekatere lastnosti živali, ki se oglaša (starost, zdravstveno stanje,...).
Pri sistematičnem proučevanju živalskih zvokov pa se pogosto poslužujemo tudi snemanja z elektronskimi napravami. Zaradi zelo širokega razpona frekvenc in raznolikosti medijev, po katerih se prenašajo, poleg klasičnega mikrofona uporabljamo tudi bolj specializirane naprave, kot so podvodni mikrofon za zvoke, ki se prenašajo po vodi, ultrazvočni detektor za zvoke zelo visokih frekvenc ali laserski vibrometer za vibracije, ki se prenašajo po podlagi. V zadnjih dvajsetih letih se je uveljavila uporaba računalnikov za shranjevanje in analizo posnetih zvokov. Posnete zvoke pretvorimo v digitalno obliko. Nato lahko z uporabo računalniških programov, namenjenih obdelavi zvoka, opisujemo in razvrščamo signale po njihovih fizikalnih lastnostih, kot so frekvenca, dolžina in jakost.
Pomemben pripomoček pri sistematičnem pristopu do živalskega oglašanja so zbirke živalskih zvokov, ki jih vzdržujejo prirodoslovni muzeji in podobne inštitucije.

### Produkcija zvoka
Lastnosti zvočnih signalov, ki jih proizvajajo živali, so tesno povezane z zgradbo organov in fizikalnimi lastnostmi medija, skozi katerega se prenašajo. Bioakustika proučuje anatomsko zgradbo teh organov in njihovo delovanje pri proizvajanju zvoka. To vključuje opisovanje oblike, delovanja udeleženih mišic in zgradbe ter aktivnosti udeleženih živčnih mrež.

### Zaznavanje zvočnih signalov in odzivanje nanje
Kot pri produkciji zvoka, bioakustika preučuje zgradbo in delovanje organov za zaznavanje. Tudi zgradba teh organov je tesno povezana s fizikalnimi lastnostmi ustreznih signalov. Na nivoju živčnega sistema preučuje bioakustika kodiranje signalov z živčnimi impulzi (akcijskimi potenciali) in zgradbo živčnih mrež, ki sodelujejo pri obdelavi, prepoznavi signalov in odgovoru nanje.
Z opazovanjem vedenjskih odzivov živali na zvočne signale pa lahko sklepamo o udeleženih mehanizmih tudi brez uporabe kompleksnih eksperimentalnih tehnik, ki so potrebne pri nevrofizioloških poskusih. Eden takih odzivov je fonotaksija - usmerjeno gibanje proti viru signala. Ko se začne žival premikati proti viru, vemo, da je signal zaznala in prepoznala. Z uporabo točno definiranih signalov, kakršne lahko ustvarimo z računalniškimi programi, lahko v kontroliranih poskusih dobimo podatke o občutljivosti slušnega aparata, sposobnosti filtriranja šuma ipd.

### Ocena biomase
Pri ocenjevanju biomase z bioakustičnimi metodami uporabljamo sonar za zaznavanje prisotnosti rib in drugih morskih organizmov. Zvok, ki potuje skozi vodo, se odbije od objektov (npr. rib), ki imajo različno gostoto od medija. Odboji, ki jih zaznava sonar, nam dajo podatke o njihovi velikosti, lokaciji in številu. Sonar nam omogoča ponovljivo in neinvazivno metodo zbiranja teh podatkov. Čeprav obstaja mnogo lahko dostopnih »iskalcev rib«, pa za kvantitativno analizo potrebujemo kalibrirane merilne naprave z visokim razmerjem signal-šum.

## Oglašanje živali
Zvočni signali živali, ki sodijo v okvir bioakustičnih raziskav, obsegajo širok razpon frekvenc in medijev ter pogosto niso »zvok« v ožjem pomenu besede, torej nihanje zračnih delcev, ki ga lahko zazna človeško uho. Tako se na primer kobilice cvrčalke, ki živijo v deževnih gozdovih, sporazumevajo z zvoki frekvenc, ki presegajo 100 kHz, torej daleč v ultrazvočnem območju. Nižje, a še vedno v ultrazvočnem območju, so zvoki, ki jih za eholokacijo uporabljajo netopirji. Na drugi strani spektra so vibracije izjemno nizkih frekvenc, ki jih živali pogosto ne zaznavajo specifično s slušnimi organi, temveč s tipalnimi (npr. čutilne dlake pri žuželkah). Sloni tako proizvajajo zvoke, katerih glavna komponenta je pri frekvencah okoli 15 Hz, večina skupin žuželk pa se sporazumeva z nizkofrekvenčnimi vibracijami podlage. Za bioakustiki sorodno področje, ki se ukvarja z vibracijsko komunikacijo, se zdaj uveljavlja ime biotremologija.
Seveda pa velik del oglašanja živali pade tudi v območje občutljivosti človeškega ušesa, 50–15.000 Hz. Tako kot so raznoliki signali in mediji, po katerih se prenašajo, so raznoliki tudi mehanizmi za njihovo produkcijo ter zaznavo.

### Citirani
1. ↑  Medwin H. & Clay C.S. (1998): Fundamentals of Acoustical Oceanography. Academic Press.
2. 1 2  Simmonds J. & MacLennan D. (2005): Fisheries Acoustics: Theory and Practice, second edition. Blackwell.
3. ↑  Kočar T. (2004): Kot listja in kobilic Arhivirano 2006-10-11 na Wayback Machine.. GEA, oktober 2004. Mladinska knjiga, Ljubljana.
4. ↑  Sarria-S, Fabio A.; Morris, Glenn K.; Windmill, James F. C.; Jackson, Joseph; Montealegre-Z, Fernando (2014). »Shrinking Wings for Ultrasonic Pitch Production: Hyperintense Ultra-Short-Wavelength Calls in a New Genus of Neotropical Katydids (Orthoptera: Tettigoniidae)«. PLoS ONE. Zv. 9, št. 6. str. e98708. doi:10.1371/journal.pone.0098708.
5. ↑  Virant-Doberlet, Meta; Čokl, Andrej (2004). »Vibrational communication in insects«. Neotropical Entomology. Zv. 33, št. 2. str. 121–134. doi:10.1590/S1519-566X2004000200001.
6. ↑  Hill, Peggy S.M.; Wessel, Andreas (2016). »Primer: Biotremology«. Current Biology. Zv. 26, št. 5. str. R187–R191. doi:10.1016/j.cub.2016.01.054.

### Drugi
- Ewing A.W. (1989): Arthropod bioacoustics: Neurobiology and behaviour. Edinburgh: Edinburgh Universitsy Press. ISBN 0-7486-0148-1
- Fletcher N. (2007): Animal Bioacoustics Arhivirano 2011-06-06 na Wayback Machine.. V: Rossing T.D. (ur.): Springer Handbook of Acoustics Arhivirano 2007-11-17 na Wayback Machine., Springer. ISBN 978-0-387-33633-6